# Мухто
Мухто — река на севере острова Сахалин. Впадает в залив Пильтун Охотского моря. Протекает по территории Охинского городского округа Сахалинской области России.
Длина реки составляет — 20 км, площадь водосборного бассейна насчитывает 90,5 км².
Мухто течёт по Северо-Сахалинская равнине, в основном на восток, и впадает в южный конец залива Пультун с западной стороны около урочища Болотное.

## Данные водного реестра
По данным государственного водного реестра России относится к Амурскому бассейновому округу.
Код объекта в государственном водном реестре — 20050000212118300000265.